# Nieuwe Hersteld Apostolische Zendinggemeente
De Nieuwe Hersteld Apostolische Zendinggemeente (NHAZG) is een zeer klein kerkgenootschap, dat is ontstaan vanuit de Nieuw-apostolische kerk, nadat herder A. Grootveld van de gemeente Enkhuizen in conflict was gekomen met apostel Van Oosbree.

## Ontstaan
In 1925 was binnen de Nieuw-apostolische kerk (toen nog Hersteld Apostolische Zendingkerk in de Eenheid der apostelen genaamd) onenigheid ontstaan over de vorm en betekenis van het Avondmaal. J.H. van Oosbree, apostel voor Nederland, geloofde niet langer in het verzoenend lijden en sterven van Jezus Christus, zodat hij het Avondmaal veranderde in een 'gemeenschappelijke verzoeningsdis', waarbij de leden zich met elkaar dienden te verzoenen zodat ook God hun zonden kon vergeven (vgl. Matteüs 6:15)). Ook het drinken van wijn uit de beker werd afgeschaft. Evangelist H.J. Smit, voorganger in Enkhuizen en schoonzoon van apostel Van Oosbree, kwam hierdoor in conclict met zijn schoonvader en werd ten slotte afgezet. Hij stichtte met zijn aanhangers de Hersteld Evangelische Apostolische Gemeente.
Van Oosbree benoemde nu in de plaats van Smit de uit Scheveningen afkomstige herder A. Grootveld als voorganger van de gemeente Enkhuizen. Maar ook Grootveld kwam enige tijd later, omstreeks 1930, in conflict met Van Oosbree. In augustus van dat jaar verstuurde hij een uitgebreide brief met de titel Aan alle Broeders en Zusters in de Hersteld Apostolische Gemeente in Nederland en Koloniën. Hij ging samen met zijn broer, de Amsterdamse herder J. Grootveld, over tot stichting van de Nieuwe Hersteld Apostolische Zendinggemeente.
De NHAZG bestond rond de Tweede Wereldoorlog uit enkele zeer kleine gemeenten en is nu een uiterst kleine groepering die nog slechts enkele leden telt.